# U-415
Unterseeboot 415 foi um submarino alemão do Tipo VIIC, pertencente a Kriegsmarine que atuou durante a Segunda Guerra Mundial.

## Comandantes
| Comandante              | Data                                      |
| ----------------------- | ----------------------------------------- |
| Kptlt. Kurt Neide       | 5 de agosto de 1942 - 16 de abril de 1944 |
| Oblt. Herbert A. Werner | 17 de abril de 1944 - 14 de julho de 1944 |

## Subordinação
Durante o seu tempo de serviço, esteve subordinado às seguintes flotilhas:
| Período                                       | Flotilha                                  |
| --------------------------------------------- | ----------------------------------------- |
| 5 de agosto de 1942 - 28 de fevereiro de 1943 | 8. Unterseebootsflottille (treinamento)   |
| 1 de março de 1943 - 14 de julho de 1944      | 1. Unterseebootsflottille (serviço ativo) |

## Operações conjuntas de ataque
O U-415 participou das seguinte operações de ataque combinado durante a sua carreira:
- Rudeltaktik Seeteufel (21 de março de 1943 - 30 de março de 1943)
- Rudeltaktik Meise (11 de abril de 1943 - 24 de abril de 1943)
- Rudeltaktik Coronel (4 de dezembro de 1943 - 8 de dezembro de 1943)
- Rudeltaktik Coronel 2 (8 de dezembro de 1943 - 14 de dezembro de 1943)
- Rudeltaktik Coronel 3 (14 de dezembro de 1943 - 17 de dezembro de 1943)
- Rudeltaktik Borkum (18 de dezembro de 1943 - 26 de dezembro de 1943)
- Rudeltaktik Preussen (7 de março de 1944 - 17 de março de 1944)